# Bonner fiul
Bonner fiul (titlul original: în engleză Junior Bonner) este un film dramatic western american, realizat în 1972 de regizorul Sam Peckinpah, protagoniști fiind actorii Steve McQueen, Robert Preston, Ida Lupino și Ben Johnson. 

## Rezumat
Junior Bonner este un călăreț de rodeo care a depășit apogeul. Ultima sa ieșire pe un taur încăpățânat numit „Sunshine” s-a soldat cu unele răni. Bonner merge acasă în Prescott, Arizona pentru a participa la parada și rodeo de Ziua Independenței.
Ajuns acasă, vede casa părintească că a fost demolată. Acest lucru a fost făcut de fratele său mai mic Curly, un speculant imobiliar care vrea să construiască case noi pe locul acesteia. Tatăl său Ace, un afemeiat bun de nimic, și mama lui Elvira, cu picioarele pe pământ dar bolnavă, s-au înstrăinat.
Dorința lui Ace este să emigreze în Australia pentru a lucra la tuns oi sau într-o mină de aur și pentru asta încearcă să împrumute bani de la Junior. Junior îl mituiește pe managerul de rodeo, Buck Roan, ca să poată călări încă o dată pe taurul „Sunshine”. Buck ar trebui să primească jumătate din premiul în bani pentru asta. Junior reușește să reziste călare pe taur cele opt secunde necesare. 
După concurs, merge la o agenție de turism și îi cumpără tatălui său un bilet doar „dus” la clasa întâi spre Australia.

## Distribuție
- Steve McQueen – Jr. Bonner fiul
- Robert Preston – Ace Bonner, tatăl său
- Ida Lupino – Elvira Bonner, mama lui Jr.
- Ben Johnson – Buck Roan
- Joe Don Baker – Curly Bonner, fratele lui Jr.
- Barbara Leigh – Charmagne
- Mary Murphy – Ruth Bonner, soția lui Curly
- Bill McKinney – Red Terwiliger
- Dub Taylor – Del, barmanul
- Sandra Deel – sora Arlis
- Don "Red" Barry – Homer Rutledge
- Charles H. Gray – Burt
- Matthew Peckinpah – Tim Bonner
- Rita Garrison – Flashie
- Roxanne Knight – Merla Twine
- Sandra Pew – Janene Twine
- William E. Pierce – administratorul rodeoului

## Producție
Filmul turnat în Prescott, Arizona, Peckinpah a folosit multe locații pline de culoare locală și rezidenți ca figuranți în film.